# Vrskmaň
Vrskmaň (en allemand : Wurzmes) est une commune du district de Chomutov, dans la région d'Ústí nad Labem, en Tchéquie. Sa population s'élevait à 323 habitants en 2021.

## Géographie
Vrskmaň se trouve à 7 km au nord-est de Chomutov, à 44 km au sud-ouest d'Ústí nad Labem et à 82 km au nord-ouest de Prague.
La commune est limitée par Vysoká Pec au nord, par Most et Malé Březno à l'est, par Strupčice au sud, et par Pesvice, Otvice et Jirkov à l'ouest.

## Histoire
La première mention écrite du village de Vrskmaň remonte à 1417.

## Administration
La commune se compose de deux quartiers :
- Vrskmaň ;
- Zaječice.

## Transports
Par la route, Vrskmaň se trouve à 12 km de Chomutov, à 60 km d'Ústí nad Labem et à 100 km de Prague.

## Personnalité
- Ervín Hrych (1929-2016), écrivain, y est né.